# Laborem exercens
Laborem exercens sont les premiers mots d'une encyclique du pape Jean-Paul II publiée en 1981 sur le travail humain : « C'est par le travail que l'homme doit se procurer le pain quotidien et contribuer au progrès continuel des sciences et de la technique, et surtout à l'élévation constante, culturelle et morale, de la société dans laquelle il vit en communauté avec ses frères. »

## Contexte de parution de l'encyclique
L'encyclique fut publiée à l'occasion du 90e anniversaire de l'encyclique Rerum Novarum du pape Léon XIII. Il était d'abord prévu que l'encyclique soit publiée en mai, mais en raison de la tentative d'assassinat dont Jean-Paul II fut victime, elle ne fut publiée qu'en septembre 1981. Un an auparavant, a été fondé en République populaire de Pologne le syndicat Solidarnosc soutenu par l'Église Catholique romaine.

## Plan de l'encyclique
Bénédiction
I. INTRODUCTION
1. Le travail humain quatre-vingt-dix ans après « Rerum Novarum »
2. Dans le développement organique de l'action et de l'enseignement social de l'Église
3. Le problème du travail, clé de la question sociale
II. LE TRAVAIL ET L'HOMME
4. Au Livre de la Genèse
5. Le travail au sens objectif : la technique
6. Le travail au sens subjectif : l'homme, sujet du travail
7. Une menace contre la véritable hiérarchie des valeurs
8. Solidarité des travailleurs
9. Travail et dignité de la personne
10. Travail et société : famille, nation
III. LE CONFLIT ENTRE LE TRAVAIL ET LE CAPITAL DANS LA PHASE ACTUELLE DE L'HISTOIRE
11. Dimension de ce conflit
12. Priorité du travail
13. « Économisme » et matérialisme
14. Travail et propriété
15. Argument personnaliste
IV. DROITS DES TRAVAILLEURS
16. Dans le vaste contexte des droits de l'homme
17. Employeur : « indirect » et « direct »
18. Le problème de l'emploi
19. Salaire et autres prestations sociales
20. L'importance des syndicats
21. Dignité du travail agricole
22. La personne handicapée et le travail
23. Le travail et le problème de l'émigration
V. ELÉMENTS POUR UNE SPIRITUALITÉ DU TRAVAIL
24. Rôle particulier de l'Église
25. Le travail comme participation à l'œuvre du Créateur
26. Le Christ, l'homme du travail
27. Le travail humain à la lumière de la croix et de la résurrection du Christ

## Quelques aspects essentiels

### Travail et propriété
Dans la section 16, l'encyclique examine les relations entre le travail et la propriété. Évoquant l'antinomie entre le travail et le capital, c'est-à-dire entre « ceux qui exécutent le travail sans être propriétaires des moyens de production, et, de l'autre, (...) ceux qui remplissent la fonction d'entrepreneurs et sont propriétaires de ces moyens », l'encyclique aborde le problème de la propriété.
Jean-Paul II indique qu'il existe une différence entre la doctrine de l'Église et le programme du collectivisme d'une part, et du capitalisme pratiqué par le libéralisme et les systèmes politiques qui se réclament de lui d'autre part. Dans le cas du capitalisme, « la différence réside dans la manière de comprendre le droit de propriété. La tradition chrétienne n'a jamais soutenu ce droit comme un droit absolu et intangible. Au contraire, elle l'a toujours entendu dans le contexte plus vaste du droit commun de tous à utiliser les biens de la création entière : le droit à la propriété privée est subordonné à celui de l'usage commun, à la destination universelle des biens. »
Pour approfondir, on pourra consulter les articles :
- Propriété ;
- Travail ;
- Droit de propriété ;
- Traité du gouvernement civil ;
- Droit naturel.
- Doctrine sociale de l'Église ;